# Domaća guska
Domaća guska (podvrsta Anser anser domesticus (europska guska) i podvrsta Anser cygnoides domesticus (kineska guska)) jesu guske koje se namjenski uzgajaju zbog svog mesa, jaja i perja.
U Europi, sjevernoj Africi i zapadnoj Aziji prve pripitomljene domaće guske potječu od vrste divlja guska (Anser anser). Dok u istočnoj Aziji potječu od vrste kineska ili labudasta guska (Anser cygnoides); te guske danas nazivamo kineskim guskama. Danas postoje i hibridi ove dvije vrste domaćih gusaka (na primjer u Australiji i Sjevernoj Americi). Kineske guske se razlikuju od europskih po velikoj izraslini na čeonom dijelu glave.
Pripitomljavanje se najvjerojatnije dogodilo vrlo davno (arheološki dokazi postojanja domaće guske u Egiptu stari su preko 4.000 godina).
Domaće guske su dosta krupnije od divljih i postoje sorte koje mogu biti teške i do 10 kilograma (divlje guske mogu biti teške 3 do 4 kilograma). Ovo je jedan od glavnih razloga, zbog čega domaće guske ne lete (iako mogu mahati krilima i odskočiti oko pola metra od zemlje).